# Destour
El Destour fue un partido político de Túnez fundado en el año 1920 con la finalidad de promover la independencia del país y poner fin al protectorado que Francia había instalado de hecho sobre Túnez desde 1881. Su programa tenía un proyecto de separación de poderes, gobierno basado en una constitución, y establecimiento de un parlamento tunecino propio, dentro de un esquema laico y no religioso, inspirándose en los Jóvenes Turcos de la primera década del siglo XX.
La propia palabra "destour" es traducida del árabe como "constitucional" pero el vocablo no es realmente de origen árabe, sino una derivación del idioma persa, transmitido al Norte de África gracias a la lengua turca usada aún en la región hasta el siglo XIX. 
El Destour es fundado originalmente con el nombre de Partido liberal constitucional (en árabe الحزب الحر الدستوري o Hizb al-Hor al-Destouri, abreviado como Destour) y fue creado el 4 de junio de 1920 por un conjunto de notables: burócratas, abogados, médicos, periodistas y comerciantes, pertenecientes a la élite social de Túnez. Posteriormente se elaboró un programa político para someterlo a la consideración del Bey de Túnez, Lamine Bey, el 8 de junio del mismo año. Apenas doce días después, las autoridades coloniales francesas arrestaron a la mayor parte de los dirigentes del partido. 
Poco después el primer jefe máximo del Destour, el jeque Abdelaziz Thâalbi, redactó en París un manifiesto titulado "La Tunisie martyre. Ses revendications", reproducido en 2,000 ejemplares donde se exponían las reivindicaciones de la población tunecina, presentada como una víctima del imperialismo francés, dirigiendo este manifiesto a los partidos políticos y gobernantes de la metrópoli. Thâalbi fue arrestado por orden del gobierno grancés el 28 de julio de 1920 y enviado a Túnez bajo escolta policial; fue liberado tras varias gestiones de los notables tunecinos recién el 1 de mayo de 1921.
El Destour se caracterizó desde entonces por mantener una línea ideológica apoyada en el panarabismo y en el nacionalismo árabe, luchando asimismo contra la dominación colonial francesa. No obstante, el activismo de algunos líderes como Habib Bourguiba, Mahmoud El Materi, Tahar Sfar y Bahri Guiga, modifica las perspectivas del Destour, que ahora se dirige hacia una defensa más radical de la independencia, vinculada al socialismo europeo. Esto causa pugnas dentro del Destour con dirigentes conservadores que mantienen como base de su dirigencia a las élites tradicionales de Túnez.
Los militantes más radicales agudizan su pugna con los líderes del Destour tras el sétimo congreso del partido de mayo de 1933. En septiembre del mismo año los radicales abandonan el Destour y al año siguiente forman el Neo-Destour, que será el abanderado de la independencia de Túnez veinte años después. El grupo original, llamado ahora arqueo-Destour, se aleja de la mayoría de sus militantes y conserva su influencia sólo entre notables de la élite, hasta quedar prácticamente desplazado de la lucha independentista. Sin poder de convocatoria entre las masas, el Destour tradicional desapareció para todo efecto a inicios de la década de 1960.